# Новое кладбище (Белград)
Новое кла́дбище (серб. Ново гробље / Novo groblje) — одно из самых известных сербских и белградских кладбищ. Расположено в муниципалитете Звездара сербской столицы примерно в 2 км от здания Скупщины (парламента) Сербии. Памятник культуры.

## История
Является старейшим из белградских кладбищ. Было построено в 1886 году в качестве третьего христианского кладбища в Белграде. Нынешняя церковь Святого Николая построена архитектором Светозаром Ивачковичем в 1893 году.
Здесь похоронены многие политические и военные деятели периода старой Сербии, герои и простые люди СФРЮ.
Комплекс некрополя включает в себя Военные кладбища, кладбища освободителей Белграда, еврейское кладбище. Имеется Аллея заслуженных (великих) и Аллея почётных граждан.
Воинские кладбища разделены на: воинские захоронения времён сербско-турецкой войны (1876—1877), сербско-болгарской войны (1885), Балканских войн (1912—1913) и двух мировых войн (1914—1918 и 1939—1945).
На Аллеях похоронены наиболее известные деятели сербской истории и культуры.

## Кладбище освободителям Белграда

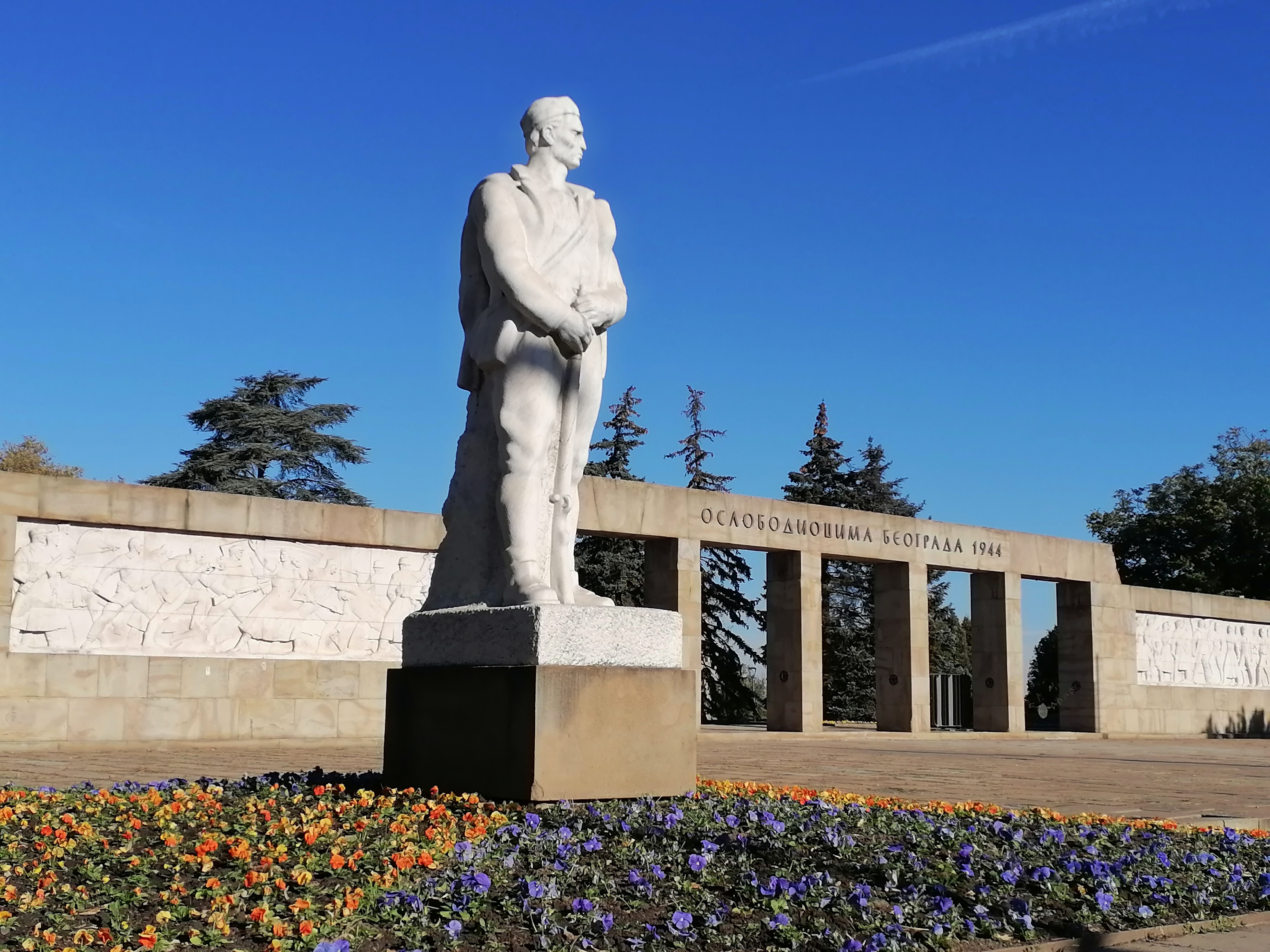
Мемориал освободителям Белграда

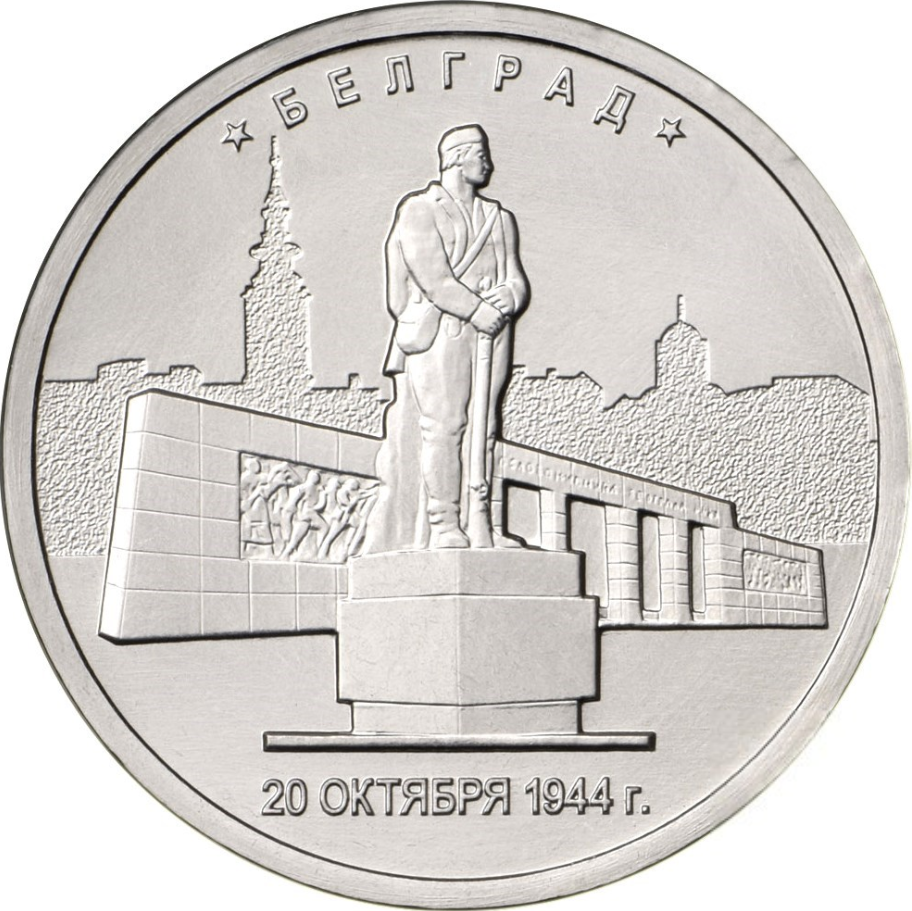
Монета Банка России 2016 года.

Напротив входа на кладбище через дорогу находится мемориальный комплекс «Кладбище освободителей Белграда» с могилами 2944 югославских партизан и 961 советского солдата и офицера, погибших во Второй мировой войне. (Гробље ослободилаца Београда / Groblje oslobodilaca Beograda). В братской могиле покоятся останки 1381 воина Народно-освободительной армии Югославии и 711 красноармейцев, которые погибли в ходе Белградской операции (1944).
На самом кладбище расположены мемориальные комплексы и памятники погибшим в Первой и Второй мировой войнах. Аллея заслуженных (Алеја великана / Аллея velikana) возникла в XIX веке, сюда, начиная с 1886 года, стали переносить останки с кладбища Ташмайдан. Сформировалась в 1927 году.
1 августа 2016 года Центральным банком России была выпущена пятирублёвая монета из серии «Города—столицы государств, освобожденные советскими войсками от немецко-фашистских захватчиков», посвящённая Белграду, на реверсе которой изображён Мемориал освободителям Белграда на мемориальном кладбище в Белграде. Количество экземпляров — два миллиона.

## Аллея заслуженных (великих)
Аллея заслуженных (Алеја великана / Аллея velikana) возникла в XIX веке, сюда, начиная с 1886 года, стали переносить останки с кладбища Ташмайдан. Сформировалась в 1927 году. Среди прочих, здесь похоронены:
- Андрич, Иво — писатель, лауреат Нобелевской премии в области литературы.
- Мия Алексич — актёр
- Глигорич, Светозар — шахматист
- Йованович, Слободан — государственный деятель
- Живанович, Миливое — актёр
- Кочич, Петар — писатель, драматург, общественный деятель, новеллист и сатирик.
- Милоевич, Милош — историк, фольклорист и писатель.
- Мишич, Живоин — военачальник, воевода.
- Нушич, Бранислав —писатель и драматург.
- Обренович, Михаил — сербский князь.
- Павич, Милорад — писатель[2]
- Попа, Васко — поэт
- Савич, Милунка — военнослужащая.
- Сречкович, Панта — историк, государственный деятель.
- Станкович, Корнелий — композитор.
- Цвиич, Йован, географ — этнограф, основатель балканистики.
- Чирилов, Йован, театральный деятель.

## Аллея народных героев[серб.]
Торжественно открыта 11 ноября 1931 года, сооружение профинансировано Объединением офицеров запаса и общины Белграда. С 1944 года, после освобождения Белграда, здесь хоронили отличившихся участников Народно-освободительной войны Югославии — обладателей высшей государственной награды «Народный герой Югославии» и иных отличившихся участников войны. Также здесь были захоронены иные выдающиеся деятели Сербии и Югославии.

## Аллея расстрелянных патриотов
Создана в 1959 году. Находится в центральной части кладбища. Здесь похоронены сербские граждане, казнённые оккупационными властями Белграда в 1941—1944 годы за сотрудничество с партизанским движением.

## Аллея почётных граждан
Создана в 1965 году. Здесь похоронены:
- Алечкович, Мира — писательница и поэтесса
- Африч, Вьекослав — актёр, режиссёр
- Бобич, Любинка — актриса
- Боянич, Драгомир — актёр
- Грачанин, Петар — политический, государственный и военный деятель, президент Социалистической Республики Сербии (1987—1989)
- Джинджич, Зоран — политик
- Джуричич, Илия — учёный
- Жигон, Стево — актёр, режиссёр
- Иванович, Катарина — сербский художник XIX века.
- Йованович, Пая — художник
- Киш, Данило — писатель
- Корач, Радивой — баскетболист
- Кочич, Петар — писатель
- Лубарда, Петар — художник
- Любичич, Никола — военачальник, председатель Президиума Социалистической Республики Сербии
- Младенович, Милан — музыкант
- Марко Николич — актёр.
- Самойлов, Григорий Иванович — архитектор и художник[3]
- Сокич, Любица Цуца — художница
- Црнянский, Милош — поэт и драматург
- Чкребич, Душан — политический и государственный деятель, президент Социалистической Республики Сербии (1982—1985)
- Чопич, Бранко — писатель
- Ферари, Рахела — актриса

## Еврейское кладбище
Рядом с кладбищем Освободителям Белграда находится еврейское кладбище с останками солдат-евреев, павших в Балканских и Первой мировой войнах, склепы еврейских беженцев из Австрии, мемориала жертвам Холокоста и еврейских солдат, погибших во Второй мировой войне.

## Русский некрополь
На Новом кладбище имеется русский некрополь, расположенный несколько в глубине кладбища, где покоятся многие русские, покинувшие Россию после Октябрьского переворота 1917 года и окончания Гражданской войны (в частности, последний томский губернатор Владимир Николаевич Дудинский, генерал Дмитрий Константинович Абациев), а также их родственники, дети, которые остались жить в Югославии.
Посетителей встречает фигура Ангела с мечом, стоящего на постаменте в форме снаряда (скульптор и архитектор Р. Н. Верховский, 1935), на котором нанесена короткая строка Великой благодарности России «Вечная память Императору Николаю Второму и 2 000 000 русских воинов Великой войны…». Под монументом находится склеп (архитекторы Р. Н. Верховский и В. В. Сташевский, 1935), где покоятся останки примерно 400 русских солдат и офицеров русской армии, погибших в Великой войне 1914—1918 годов на салунском фронте. Монумент был воздвигнут по инициативе полковника русской армии Михаила Скородумова в 1935 году, организовавшего сбор средств, которые предоставили как русские эмигранты, так и граждане королевской Югославии, включая членов королевской семьи. Рядом с монументом находится небольшая Иверская часовня (архитектор В. В. Сташевский, 1930), где находится склеп митрополита Антония (Храповицкого), похороненного в 1936 г. Также построенная на пожертвования по образу Иверской часовни Богоматери, снесённой большевиками в Москве.
Сейчас русский некрополь восстановлен при финансовой помощи ряда компаний и организаций РФ (федеральное агентство «Россотрудничество», а также Газпромнефть, Транснефть, Внешэкономбанк и многие другие).

## Соотечественники похороненные на Новом кладбище
См. категорию Категория:Похороненные на Новом кладбище (Белград)

## Галерея

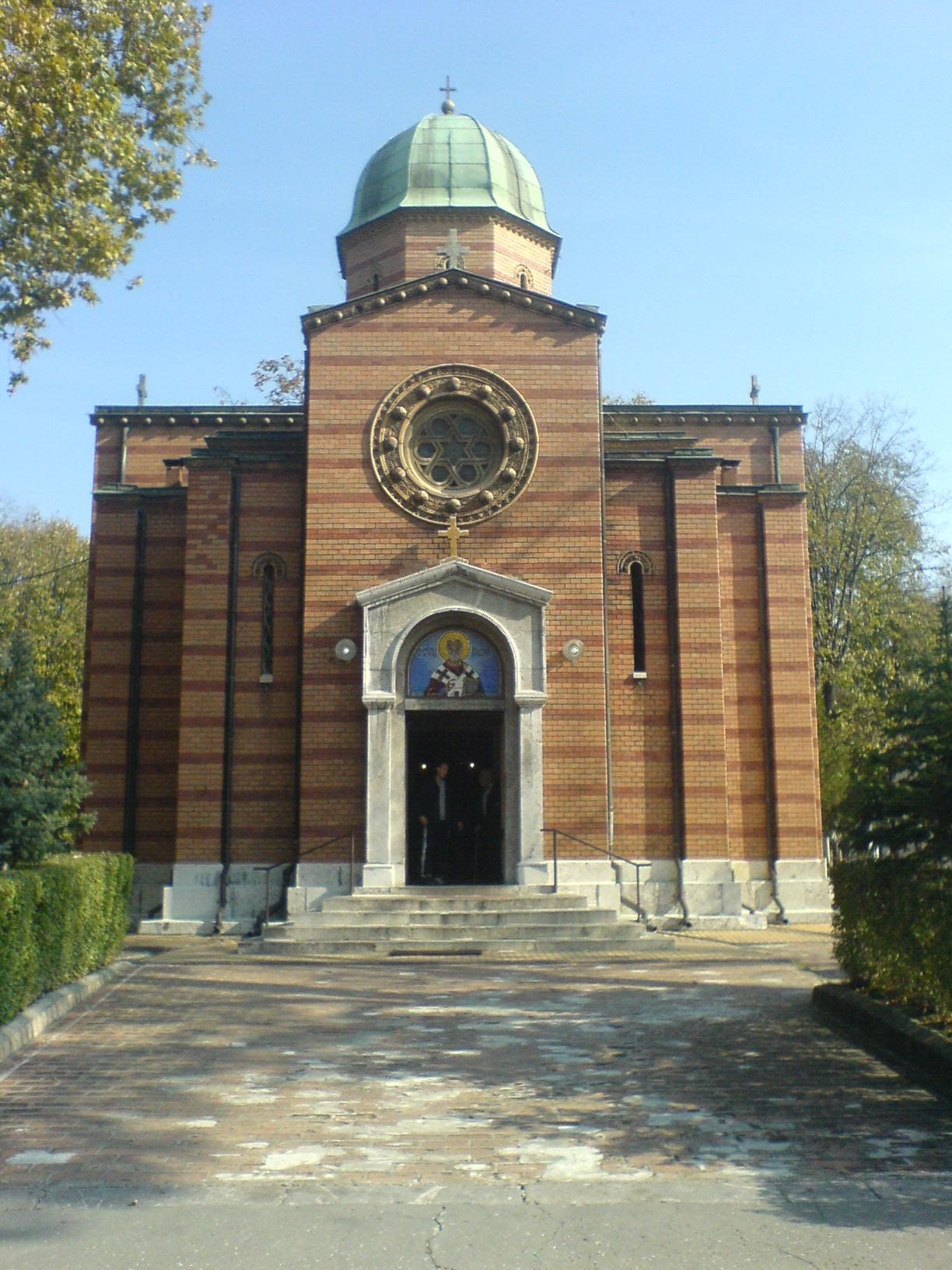
Церковь св. Николая
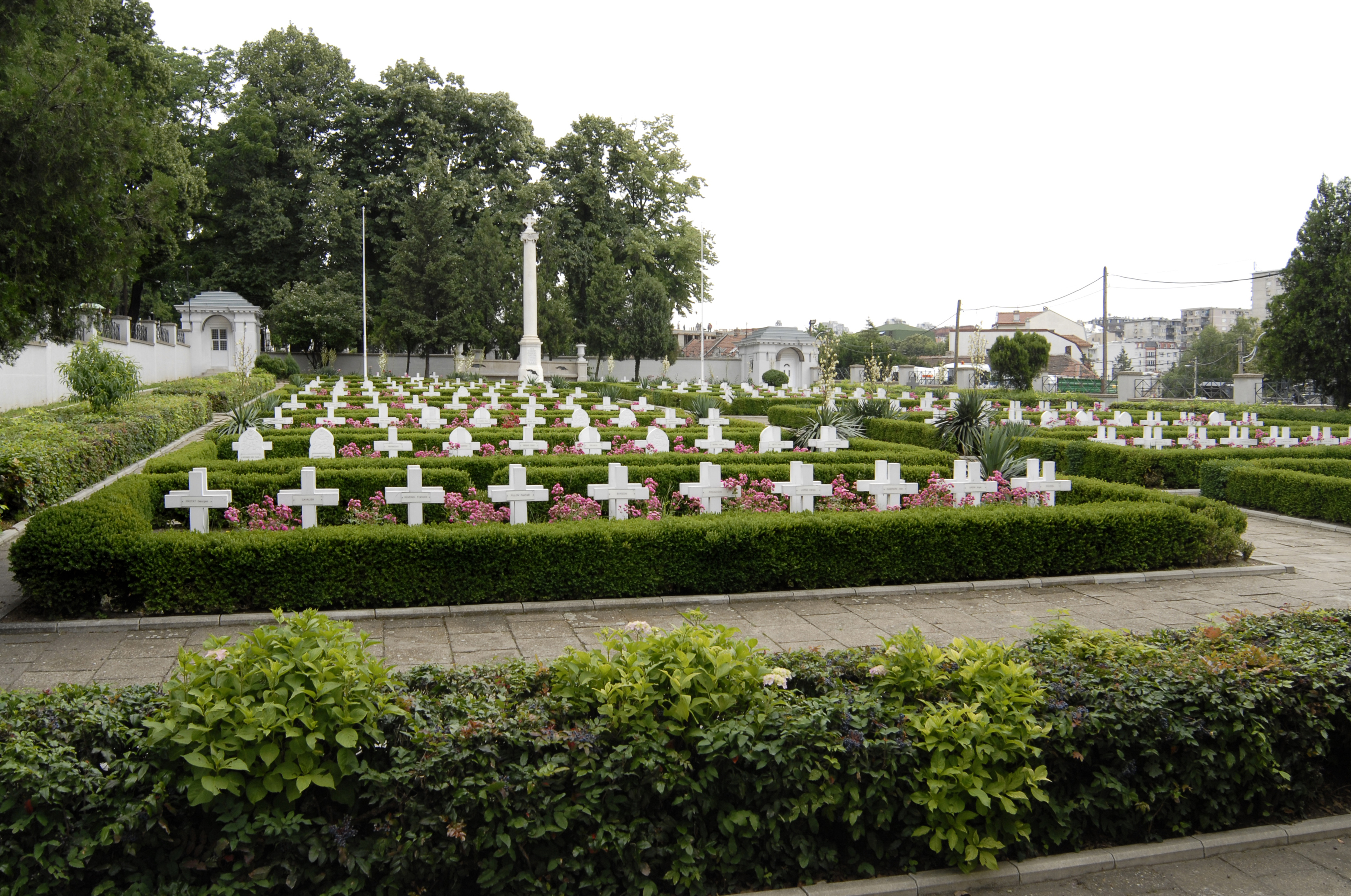
Военное кладбище
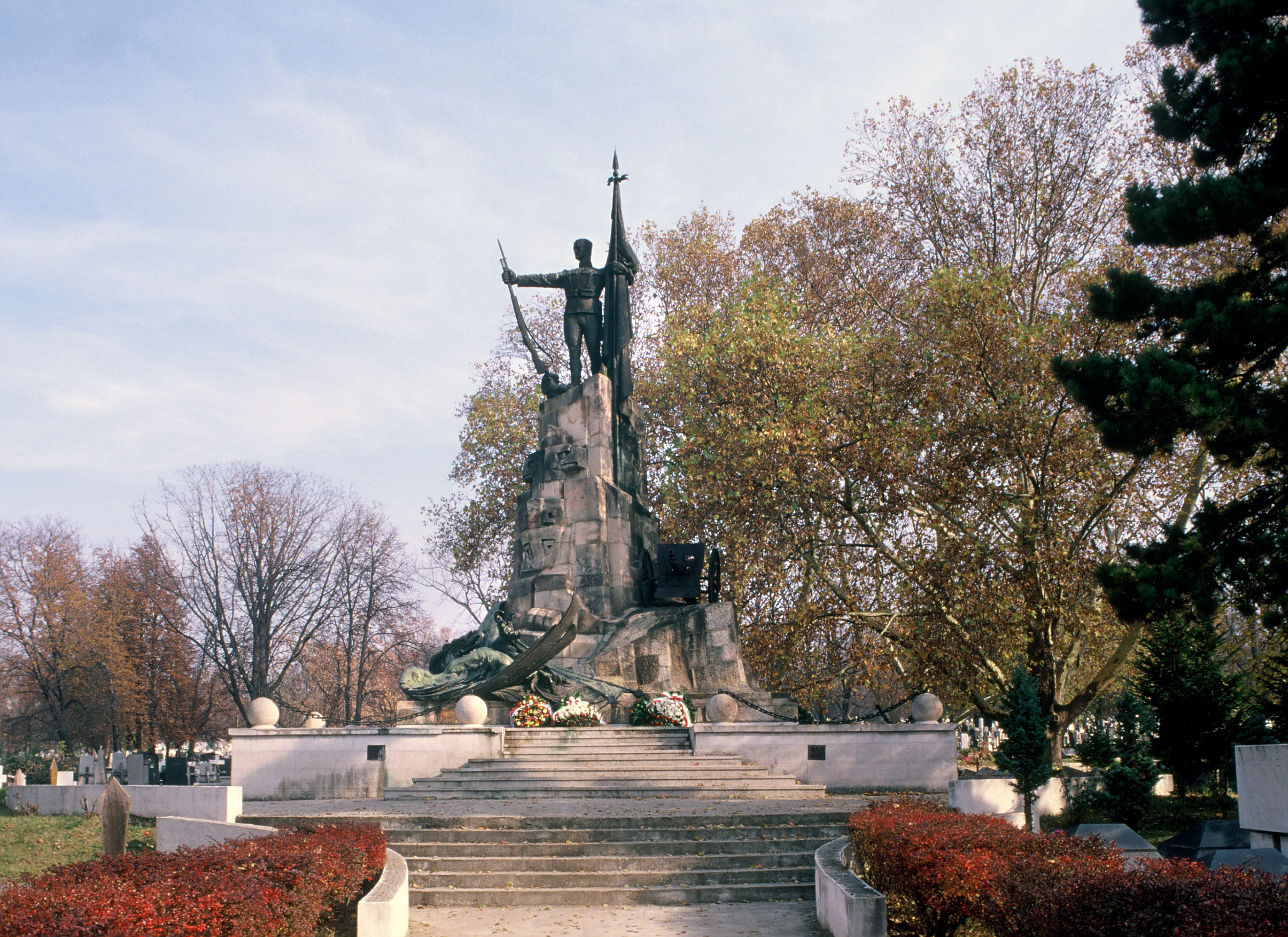
Памятник защитникам Белграда 1915.
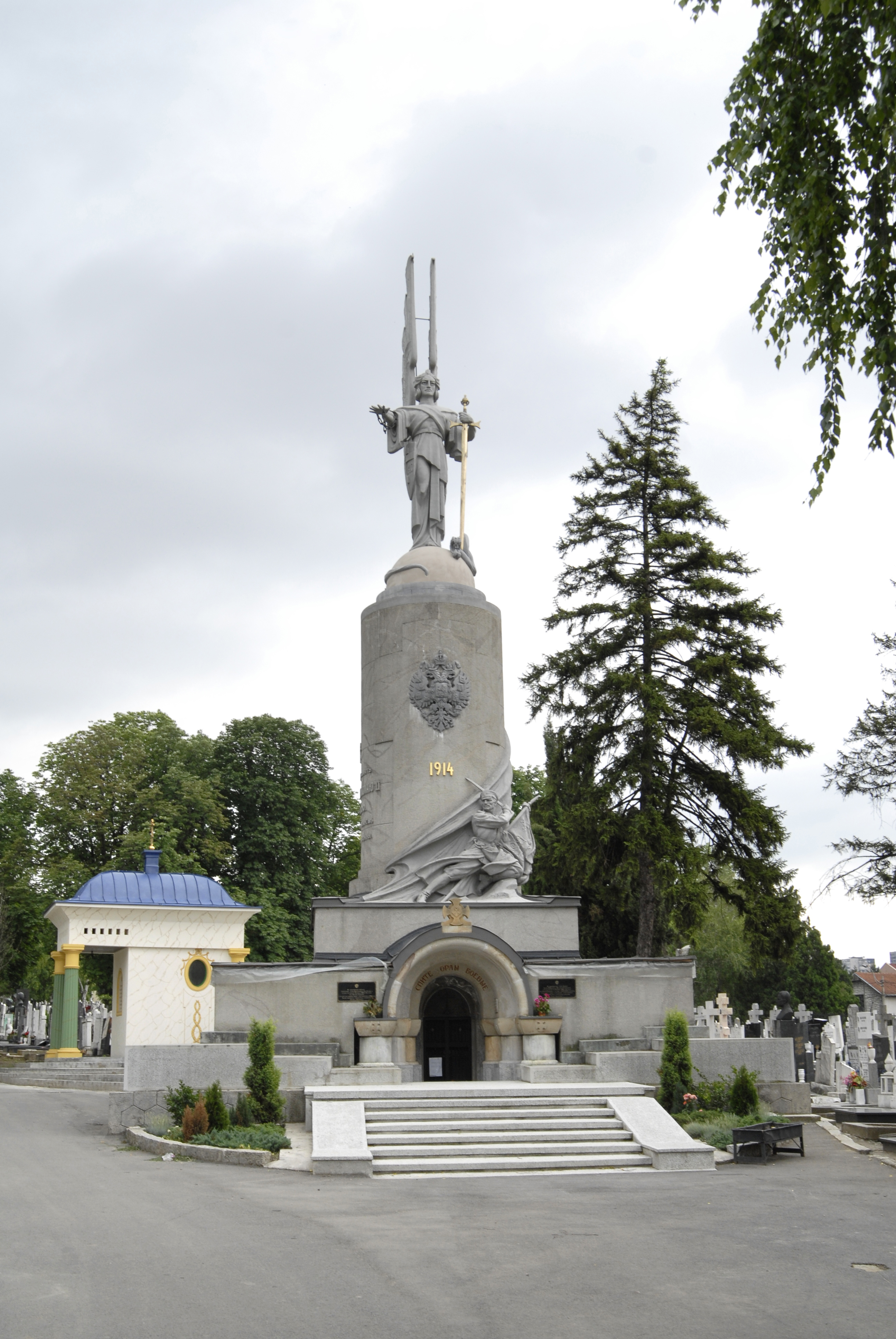
Свјетлопис дијела руског гробља на Новом гробљу у Биограду, Србија.jpg
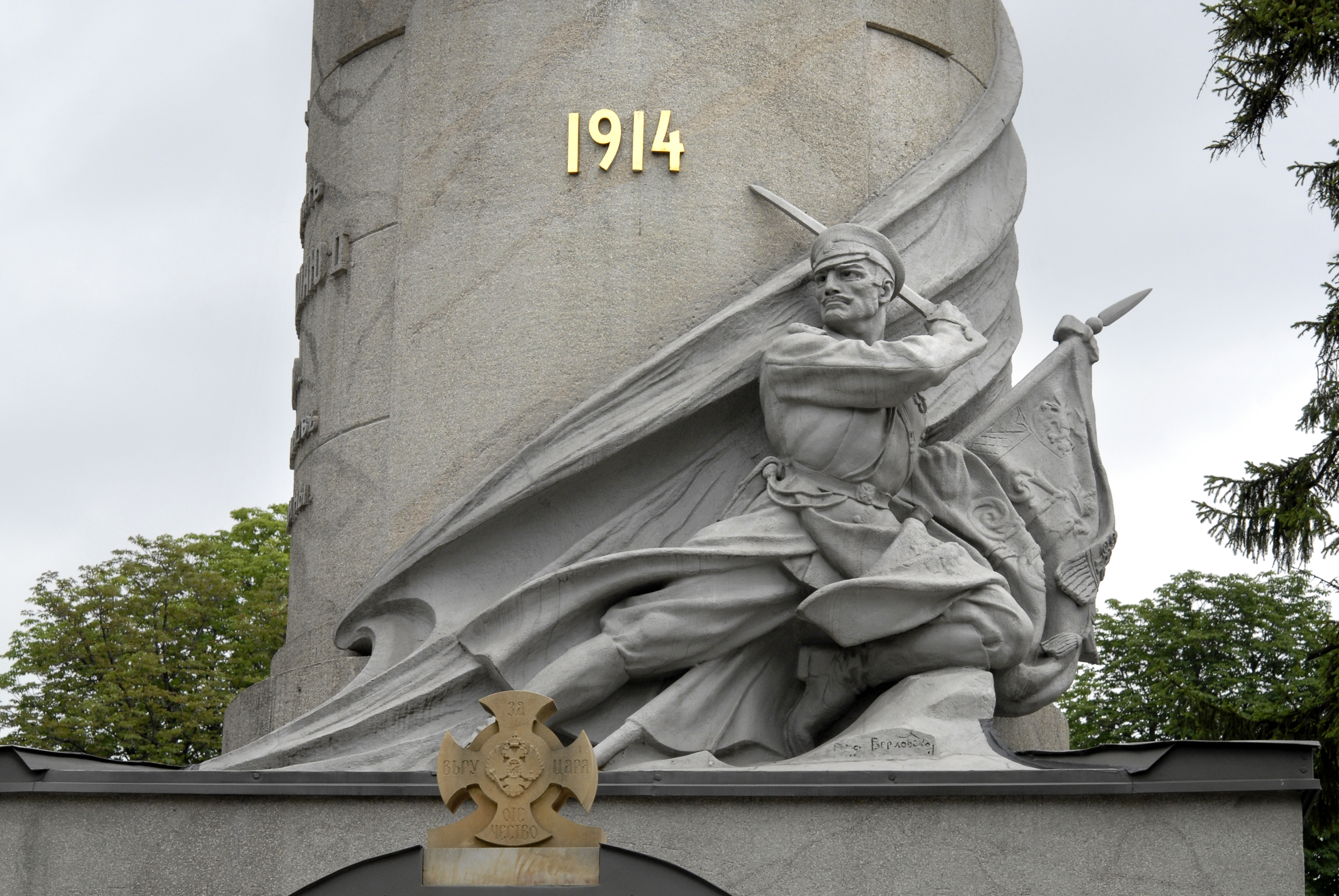
Русский некрополь
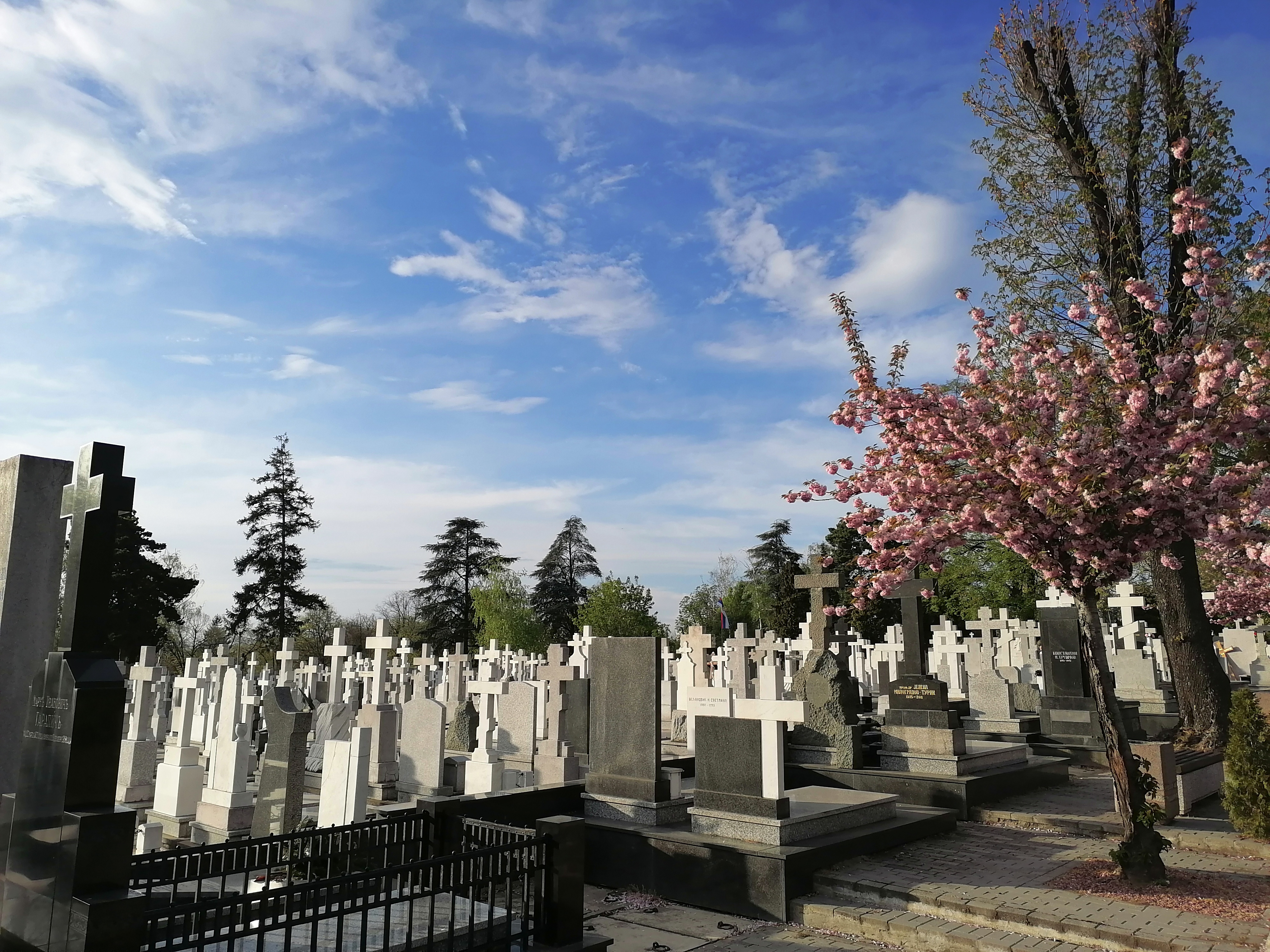
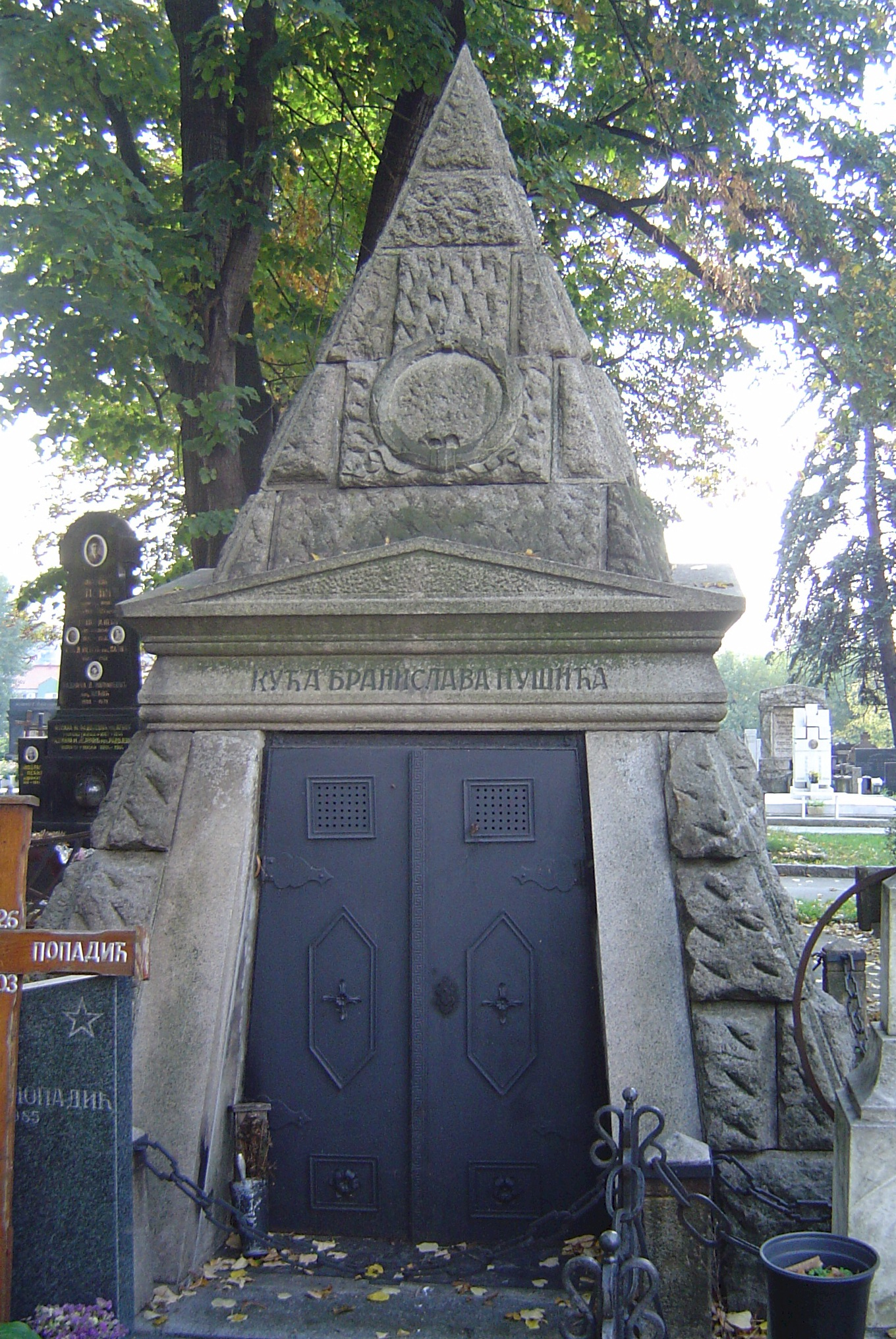
Могила Бранислава Нушича, писателя.
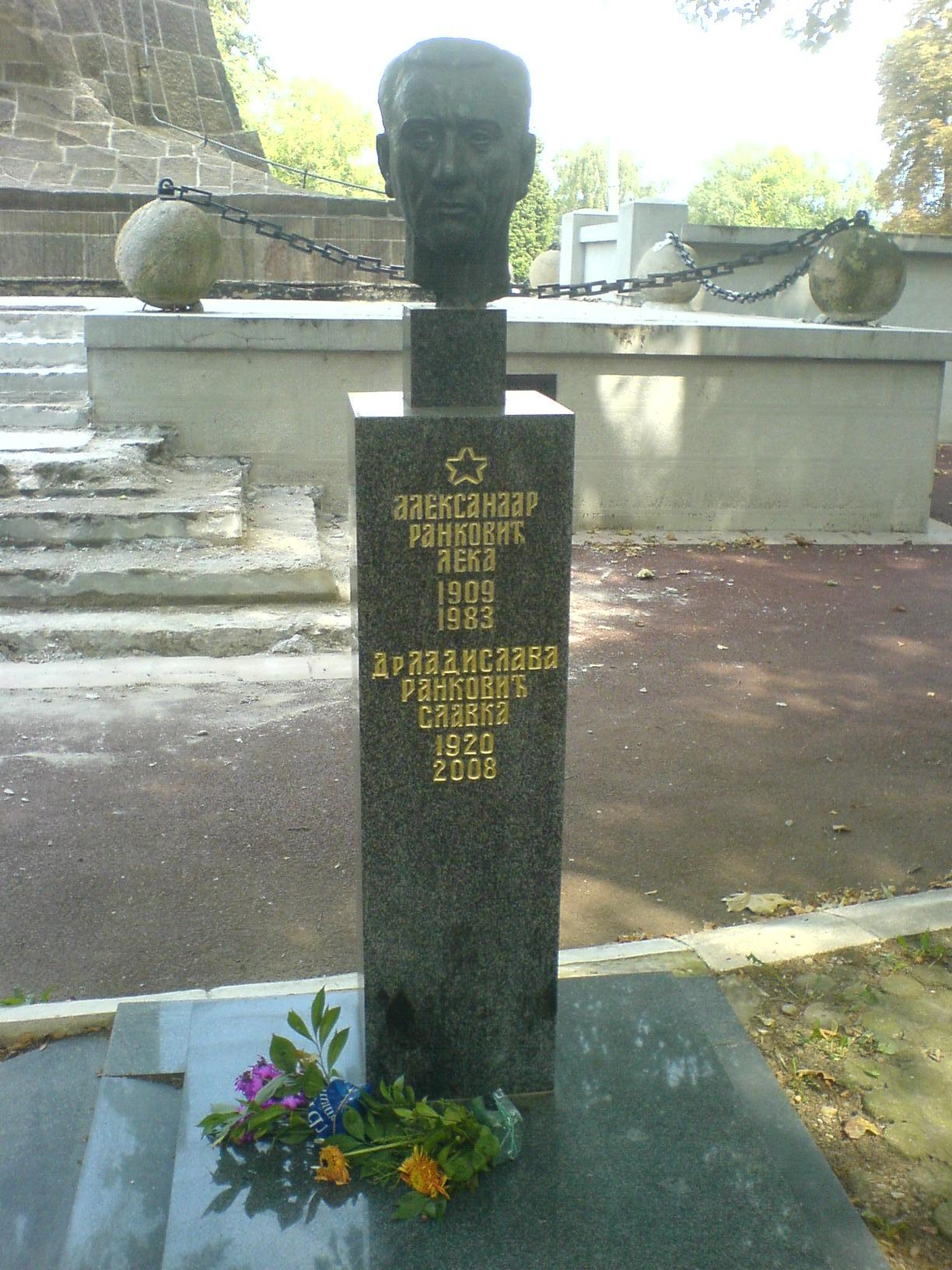
Памятник на могиле Александра Ранковича, народного героя Югославии.
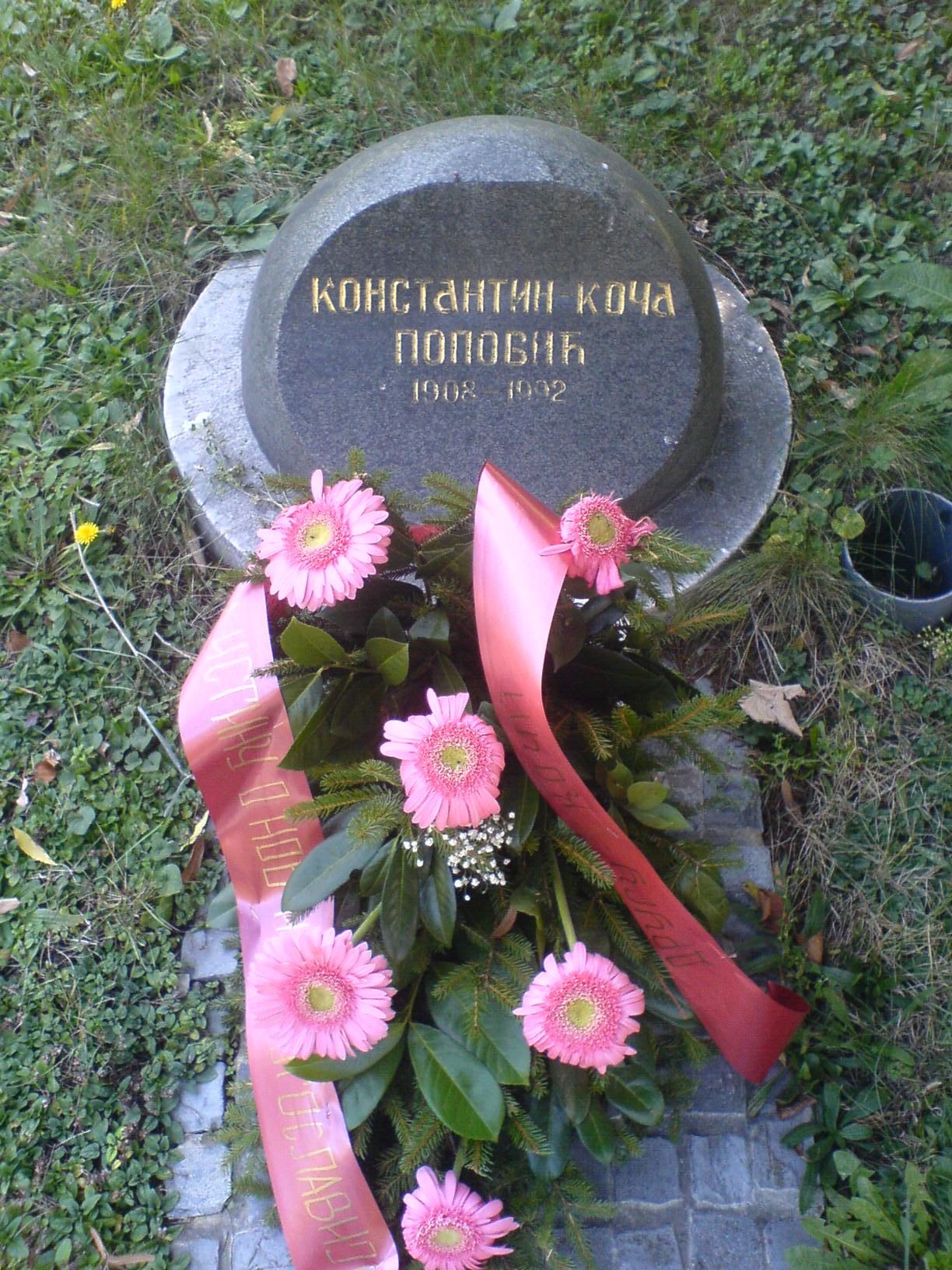
Могила Коча Поповича, народного героя Югославии.